# Archandra caspia
Archandra caspia là một loài bọ cánh cứng trong họ Cerambycidae.